# جائزة ألمانيا الكبرى للدراجات النارية 2010
جائزة ألمانيا الكبرى للدراجات النارية 2010 هو سباق دراجات نارية أقيم بتاريخ 18 يوليو 2010. كان الجولة الثامنة من أصل 18 في سباق الجائزة الكبرى للدراجات النارية موسم 2010. فاز الإسباني داني بيدروسا بفئة الموتو جي بي بينما جاء الإسباني خورخي لورنزو في المركز الثاني وحصل على المركز الثالث الأسترالي كيسي ستونر.

## وصلات خارجية
- الموقع الرسمي